# Понуи
Остров Понуи (англ. Ponui Island) — частный остров, расположенный в заливе Хаураки, на восточной оконечности пролива Тамаки, к востоку от города Окленд, Новая Зеландия. На севере отделен проливом от острова Уаихеке. 

## Этимология
По данным Министерства культуры Новой Зеландии на языке маори название острова (маори Pōnui) переводится как «долгая ночь».

## География
На острове расположен один из самых ранних памятников культуры маори в районе Окленда, датируемый примерно 1400 г. н.э.
Площадь острова составляет 18 км². С 1853 года остров находится во владении семьи Чемберлен. Кроме того, остров является популярным местом для скаутских лагерей, один из них — Лагерь Крестоносцев (англ. Crusader camps), базируется на Понуи с 1932 года.

## Природа
На острове обитает порода диких ослов — осёл Понуи и крупная популяция птиц киви